# Liste des devises (héraldique)
Pour un article plus général, voir Devise (phrase).

Dieu et mon droit des souverains britanniques.

Cet article présente une liste de devises de maisons souveraines, de familles et de grands personnages historiques et contemporains.

## Devises de maisons souveraines

### Allemagne
- Maison de Hanovre : Nec Aspera Terrent (Ils ne redoutent pas les épreuves).
- Maison d'Hohenzollern : Sinus Deo.

### Autriche
- Maison d'Autriche : A.E.I.O.U., Austriae est imperare Orbi Universo ou Alles Erdreich Ist Osterreich Untertan (Il revient à l'Autriche de commander au monde entier). Ou, Aquila Electa Jovis Omnia Vincit (L'aigle élu de Jupiter vainc tout).
- Maximilien Ier de Habsbourg : Bella gerant allii, tu felix Austria nube! (Que les guerres soient menées par les autres, toi, heureuse Autriche, marie-toi).

### Angleterre
- Dieu et mon droit (en français), devise de Guillaume le Conquérant, affirmé depuis Henri VI.
- Honi soit qui mal y pense (en français et écrit avec un seul « n » dans la devise anglaise) : de l’ordre de la Jarretière fondé par Édouard III.
- Ich dien : (en français : Je sers) devise du roi Charles III.
- Le bon temps viendra ... de France devise de la branche anglaise de la Maison d'Harcourt

### Belgique
- Maison de Saxe-Cobourg et Gotha puis Maison de Belgique : L'union fait la force.

### Bulgarie
- Maison royale de Bulgarie : Съединението прави силата (Saedinenieto pravi silata : L'union fait la force).

### Écosse
- Maison Stuart : Unite.
- Maison Douglas: Jamais arrière !
- Nemo me impune lacessit (Nul ne me provoque impunément) de l’ordre du Chardon.

### France

#### Rois de France
- François Ier : Nutrisco et extinguo (Je nourris et j'éteins).
- François II : Spectanda fides (C'est ainsi qu'on doit respecter la foi). Et Lumen rectis (La lumière est dans la droiture), comme Louise de Lorraine, abbesse de Soissons.
- Henri II : Donec totum impleat orbem (Jusqu'à ce qu'il (le croissant de lune) remplisse l'orbe tout entier), la gloire du roi irait en croissant jusqu'à ce qu'elle remplisse le monde.
- Henri III : Manet ultima coelo donec totum compleat orbem[1] (La troisième est au ciel avant de remplir le monde).
- Henri IV : Duo praetendit unus (L'une protège l'autre) ou bien (Un seul en protège deux) ou bien encore (L'une protège les deux autres), France et Navarre.
- Louis XII : Cominus et eminus (De près comme de loin).
- Louis XIV : Nec pluribus impar (Au-dessus de tous ou à nul autre pareil).

#### Autres Maisons
- Ducs de Bretagne : Potius mori quam foedari (Plutôt mourir que déshonorer ou Plutôt la mort que la souillure).
- Maison de Nanteuil (milites de Nantolio, Natolii): Tvtvum signat iter
- Maison d'Harcourt Gesta verbis praeveniant

### Haïti[2]
- Henri Christophe 1er, roi d'Haïti : Dieu, ma Cause et mon Épée.
- Marie Louise, reine d'Haïti : Je renais de mes cendres. Et : Dieu protège le Roi.
- Jacques-Victor Henri, prince royal d'Haïti : Les jeux de l'enfance annoncent les grands hommes.
- Prince Eugène (fils naturel reconnu par Henry-Christopher 1er) : Dévouement au Roi et à la Patrie.

### Hawaï
- Kamehameha III : La vie du pays se perpétue dans la vertu.

### Pays-Bas
- Orange : Je maintiendrai (Ik zal handhaven).

### Roumanie
- Maison royale de Roumanie : Nihil sine Deo (Rien sans Dieu).

### Savoie
- Maison de Savoie : F.E.R.T. : Fortitudo Eius Rhodum tenuit (Par son courage il conquit Rhodes), en référence à l'héroïsme du comte Amédée V de Savoie au siège de Rhodes en 1315, auquel il... n'a pas participé !. La signification la plus exacte est simplement la conjugaison du verbe latin ferre à la troisième personne du singulier qui donne fert : Il porte ou plus exactement il supporte pour exalter sa capacité à faire front, à tenir bon et résister.
- Emmanuel-Philibert de Savoie : Spoliatis arma supersunt (À qui est dépouillé, il reste les armes).
- Marie-Louise Gabrielle de Savoie : Absentis lumina reddit.

## Devises de familles

### Italie
(it) Motti presenti nelle armi delle famiglie italiane

## Devises personnelles
Il convient de préciser que de nombreuses devises personnelles ont été adoptées ultérieurement par la famille de l'intéressé.

### Allemagne
- Otto von Bismarck : In trinitate robur.
- Klaus Störtebeker (vers 1360 - 1401), pirate allemand : Ami de Dieu et ennemi du monde.
- William Herschel, astronome : Coelis exploratis.

### Belgique
- Philippe Herreweghe, chef d'orchestre : Per visibilia ad invisibilia.
- José van Dam, baryton : Par amour.
- Jean-Claude Van Damme : Ma devise, c'est il faut se recréer, pour se recréer.

### Canada
- Pierre Elliott Trudeau, premier ministre du Canada : Raisonner avant la passion.
- Michaëlle Jean, Gouverneur général du Canada : Briser les Solitudes.
- Lise Thibault, Lieutenant-gouverneur du Québec : Créer la vie.

### Danemark
- Niels Bohr, scientifique : Contraria sunt complementa.

### États-Unis
- Bill Clinton : An leon do bheir an chraobh, en Irlandais (Le lion porte la branche).
- Dwight D. Eisenhower : Peace Through Understanding (La paix par la compréhension).
- Ronald Reagan : Facta non verba (Ne parle pas, agis).
- John Paul Jones, marin et héros : Pro Republica (Pour la République).

### Italie
- César Borgia : Aut Caesar, aut nihil (Ou César ou rien).

### Pologne
- Lech Wałęsa : Odwaznie i roztropnie (Latin: fortiter et prudenter).

### Royaume-Uni
- Sir Thomas Beecham, chef d'orchestre : Nil sine labore.
- Tony Benn, anciennement vicomte Stansgate : Deo favente.
- Lord Byron : Crede Byron.
- Sir Winston Churchill : Fiel pero desdichado.
- Benjamin Disraeli : Forti nihil difficile.
- Sir Francis Drake, explorateur : Sic parvis magna.
- William Gladstone : Fide et virtute.
- Humphrey Lyttelton, musicien : Un Dieu, un Roi.
- Sir Paul McCartney : Ecce cor meum.
- Général Bernard Montgomery, vicomte Montgomery d'Alamein : Gardez bien.
- Amiral Horatio Nelson : Palmam qui meruit ferat.
- Sir Terry Pratchett, auteur : Noli timetis messor[3].
- John Ruskin : Today, today, today.
- William Shakespeare : Non sans droit.
- Comte Spencer : Dieu défend le droit.
- Baronne Thatcher : Cherish freedom.
- Arthur Wellesley, duc de Wellington : Virtute fortuna comes.

### Russie
- Grigori Ivanovitch Villamov : Esse, Non Videri (Être, ne pas paraître).